# Punch planteur
Pour les articles homonymes, voir Punch et Planteur.
Le punch planteur ou planteur (Planter's punch, en anglais) est un cocktail à base de rhum de la cuisine antillaise. Variante des punchs, c'est un cocktail officiel de l'IBA.

## Histoire
Le punch — à base d'arrack — est importé dès le XVIIe siècle de l'Inde britannique vers l'Europe et l'Amérique du Nord (avec du rhum des Antilles) par la Compagnie britannique des Indes orientales de l'Empire britannique. Mais l'origine du punch planteur reste inconnue, bien que plusieurs hôtels américains nommés Planters Hotel en revendiquent la création, dont celui de Charleston en Caroline du Sud. Dans celui de Saint-Louis dans le Missouri travaillait le barman Jerry Thomas (1830-1885), auteur en 1862 du premier guide des barmans, Bar-Tender's Guide, dans lequel le punch planteur ne figure pas. 

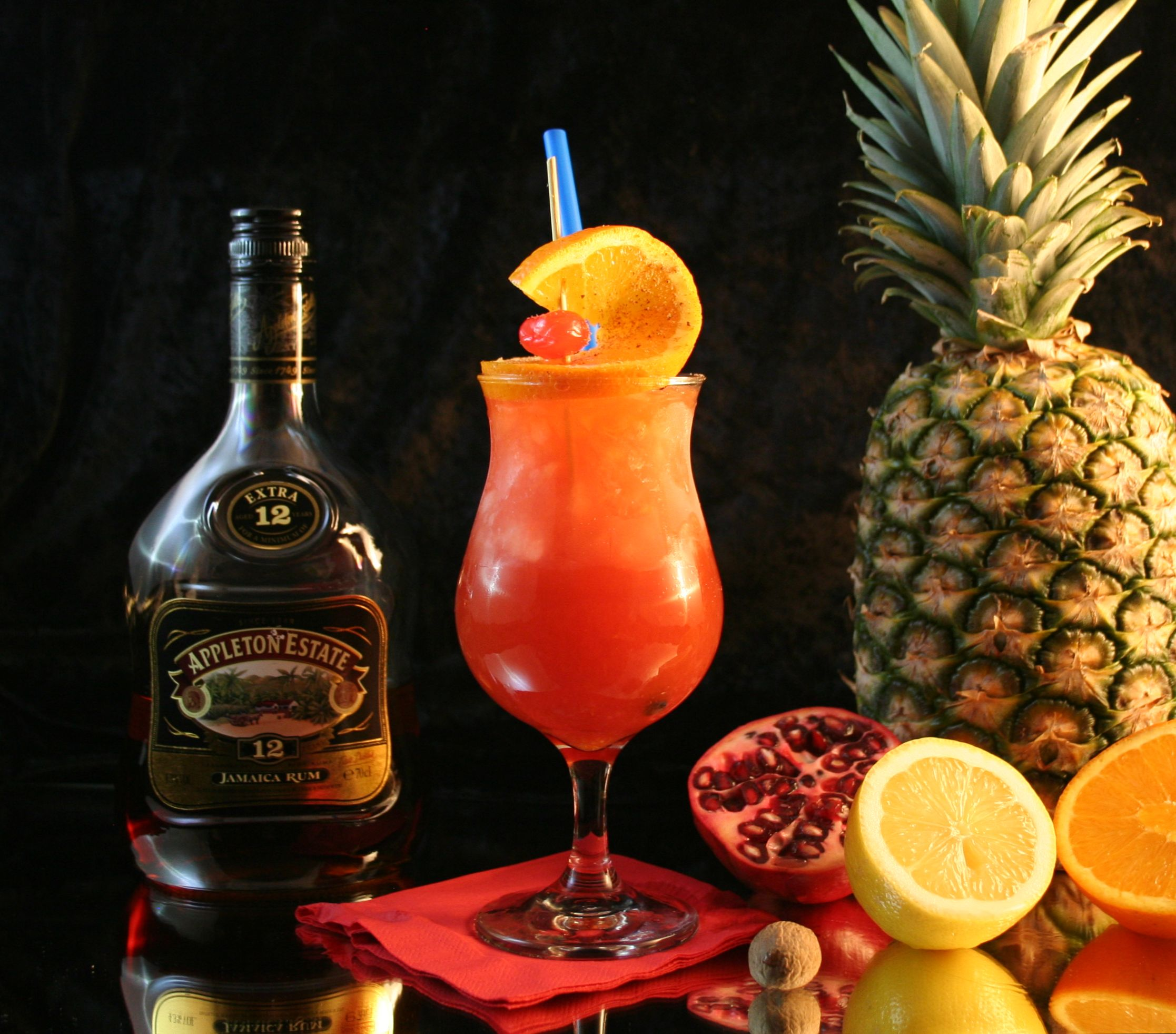
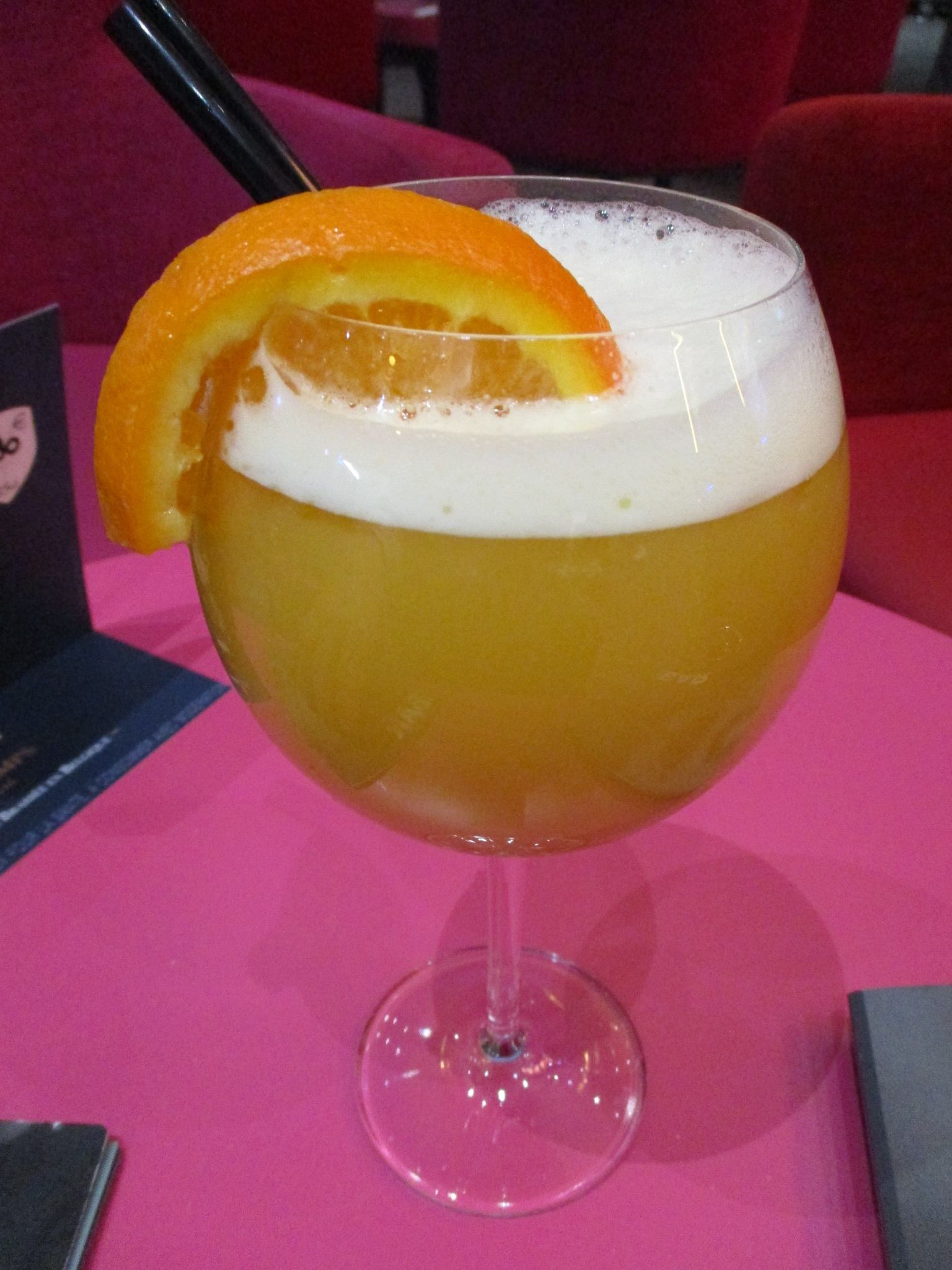

Le punch planteur est un nom générique d'innombrables variantes de long drinks devenus populaires au XVIIe siècle en Amérique du Nord. Les plus anciennes mentions connues de ce cocktail sont un poème du numéro de septembre 1878 de la revue satirique londonienne Fun, et une publication du New York Times de 1908. La recette moderne actuelle aurait été publiée dans les années 1920 au Myrtle Bank Hotel de Kingston, capitale de la Jamaïque aux Antilles.

## Recette officielle IBA
L'International Bartenders Association (IBA), association professionnelle internationale anglaise de barmans fondée en 1951, a intégré une recette de punch planteur dans sa liste de cocktails : 
- 4,5 cl de rhum brun ;
- 3,5 cl de jus d'orange fraîchement pressé ;
- 3,5 cl de jus d'ananas frais ;
- 2 cl de jus de citron fraîchement pressé ;
- 1 cl de grenadine ;
- 1 cl de sirop de canne ;
- 3 à 4 traits d'Angostura.

Mélanger les ingrédients (sauf l'Angostura) avec de la glace dans un shaker, et bien agiter. Verser dans un grand verre avec de la glace fraîche. Ajouter 3 à 4 traits d'Angostura. Décorer avec une tranche d'ananas ou d'orange, une cerise, et une paille.